# ناوشکن کلاس بتل
ناوشکن کلاس بتل (به انگلیسی: Battle-class destroyer) یک کلاس از کشتی است که طول آن ۳۷۹ فوت (۱۱۶ متر) می‌باشد.